# Kladow

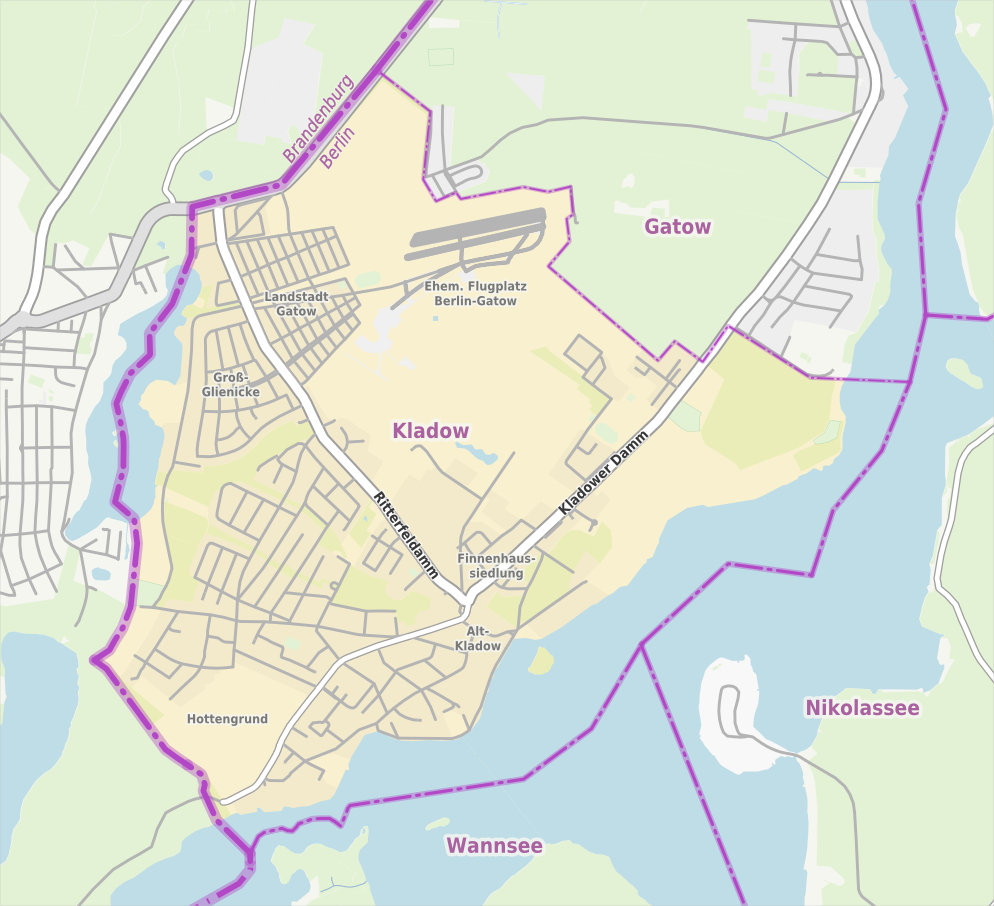
Mappa del quartiere

Kladow è un quartiere di Berlino, appartenente al distretto di Spandau.

## Posizione
Sito lungo le riva occidentale della Havel, sul lago Wannsee, è una delle località balneari preferite dai berlinesi. L'altro quartiere con cui confina è Gatow (a nord), mentre il confine meridionale (lambito un tempo dal Muro di Berlino) è rappresentato dalla città extracircondariale di Potsdam.

## Storia
Già comune autonomo, venne annessa nel 1920 alla "Grande Berlino", venendo assegnata al distretto di Spandau.